# Жил Вилнев
Жозеф Жил Анри Вилнев (фр. Joseph Gilles Henri Villeneuve; Ришеље, 18. јануар 1950 — Золдер, 8. мај 1982) је био канадски возач формуле 1.
У каријери је остварио 6 победа, а најбољи успех у сезони му је друго место 1979. године.
Након своје трагичне погибије постао је икона Формуле 1, препознатљив по агресивној вожњи и стилу „никад не одустај“.
Његов син, Жак Вилнев, је постао шампион формуле 1 1997. године.

## Биографија
Жил је рођен 18. јануара 1950. године у малом месту Ришеље, у Квебеку, Канада.
Каријеру је започео тркама возила за снег, а од 1976. је у класичној ауто-мото индустрији.
У формули 1 је дебитовао 1977. на Великој награди Британије возећи за Макларен.
Ипак крај сезоне је дочекао у Ферарију где је и остао наредних пет сезона, тј. до краја своје каријере.
Прву победу у каријери остварио је на домаћем терену, на Великој награди Канаде 1978. године.
Следећа сезона, 1979. године, је била најуспешнија у каријери Жила Вилнева.
Освојио је три прва места и четири друга.
Сезону је завршио на другом месту у генералном пласману.
Сезона 1981. за Вилнева је била обележена серијом одустајања.
Завршио је свега пет трка у сезони од чега чак две на првом месту!
Остаће упамћена трка на ВН Канаде коју је Жил завршио на трећем месту возећи формулу без носног дела.

## Погибија
Сезона 1982. је била обећавајућа за Вилнева.
Ферари је имао нови болид и били су главни фавортити за титулу.

### Сукоб са Пиронијем
Непосредно пред погибију, Жил је имао жесток неспоразум са својим клупским колегом Дидијеом Пиронијем.
Неспоразум се одиграо на Великој награди Сан Марина 1982. године.
У тренутку када је победа двојца Ферарија била извесна, они су из бокса добили наређење да успоре болиде са циљем да уштеде гориво.
Вилнев, тада водећи, је то разумео и да треба да остану у садашњим позицијама.
Када га је Пирони претекао, Вилнев је сматрао да је то учинио са циљем да забави италијанску публику.
Касније је он поново њега претекао, повратио прву позицију и наставио да вози споро по упутствима добијеним из бокса.
У последњем кругу, Пирони је изненада додао гас, претекао Вилнева и освојио прво место у трци.
Вилнев се осетио преварен и издан и зарекао се да више никад неће проговорити са Пиронијем.

### Велика награда Белгије
Две недеље касније се одржавала Велика награда Белгије на стази у Золдеру.
У квалификацијама Пирони је био бољи од Вилнева за 0,1 секунду.
Због тога је Вилнев, иако није било предвиђено, и упркос већ истрошеним гумама, остао на стази још један круг да проба да постигне најбољи резултат.
На изласку из једне кривине, Вилнев је наишао на болид немачког возача Јохена Маса.
Немац је пробао да се склони Вилневу, али на несрећу су обојица изабрала десну страну.
Дошло је до контакта измећу точкова и Вилневов болид је одлетео у ваздух.
Приземљење је било страховито и уништило је читав предњи део болида.
Вилнев бива избачен са седишта и зауставља се на огради са друге стране стазе.
Возачи који су били иза њега и особље стазе су притрчали у помоћ, али у тренутку када је стигла медицинска екипа Вилнев већ није дисао.
Проглашен је мртвим у локалној болници.

## Завештање
Вилнев је постао икона још за свог живота.
Након његове трагичне погибије на више места је обележено његово присуство.
На улазу на Фераријеву тест стазу налази се његова бронзана биста.
Кривина у којој је погинуо на стази у Золдеру је претворена у шикану (низ захтевних завоја) и именована по њему.
На стази у Имоли налази се нацртана канадска застава на месту са којег је почео своју задњу трку.
Ипак, највише га славе његови сународници Канађани.
У Бертервилу је отворен музеј посвећен Жилу Вилневу.
Стаза на Богородичном острву крај Монтреала је такође добила име по њему.
На тој стази се одржавају трке за Велику награду Канаде.